# Schmalfeld (Wüstung)
Schmalfeld (auch Schmalfelden, Schmelfeld, Smelvelt, Smaluelt) ist eine Wüstung auf dem Gebiet der kreisfreien Stadt Schweinfurt in Unterfranken. Das Dorf war spätestens seit dem Jahr 1300 verlassen. Die Gründe für die Aufgabe der Siedlung sind unbekannt.

## Geografische Lage
Die Lokalisierung des Siedlungsstandortes erweist sich durch die in den 1960er Jahren vorgenommenen Veränderungen der Geografie als schwierig. Wahrscheinlich lag Schmalfeld etwa 1500 Meter südwestlich des Sennfelder Sees in der heutigen Flurlage Dürrer Hauck. Heute befindet sich dort das Industriegebiet Hafen-West. Das Gelände wird im Nordosten von der Bundesstraße 286 begrenzt. In einer Chronik aus dem 16. Jahrhundert wird die Wüstung weiter mainaufwärts vermutet, dort befand sich allerdings der ebenfalls wüst gefallene Ort Leinach.

## Geschichte
Die Stelle an der später Schmalfeld lag, war bereits im Paläolithikum wenigstens zeitweise besiedelt. Dies belegen Bodenfunde, die bei Ausgrabungen zwischen 1956 und 1962 zutage kamen. Während des Neolithikums bewohnten  Menschen dauerhaft den Siedlungsplatz. Grabungen in den 1920er Jahren förderten dort Bronzearmbänder aus der späteren Latènezeit zutage, sodass davon ausgegangen werden kann, dass die Menschen der Eisenzeit dort ihre Toten in sogenannten Gräbfeldern bestatteten.
Der Name der Siedlung verweist auf die Besiedlungsphase des 6. oder 7. Jahrhunderts, als fränkische Kolonisatoren die dort siedelnden Stämme unterwarfen und die Landeserschließung vorantrieben. Das Präfix Schmal- (von lat. malus) geht wohl auf die natürliche Geografie um das Dorf zurück. Eventuell leitet sich der Name auch vom mittelhochdeutschen Wort sendin ab, das sandig bedeutet. Die Fluren wurden regelmäßig vom Main überschwemmt und waren deswegen nicht sehr fruchtbar. Es ist davon auszugehen, dass die Dorfbevölkerung deshalb vom Fischfang lebte.
Erstmals erwähnt wurde Schmalfeld im Jahr 1246. Damals urteilte der Fürstbischof Hermann von Würzburg über Besitzstreitigkeiten zwischen den Deutschordensrittern und Richolf von Rieth, die Güter in Kaltenhausen und „Smelvelt“ betrafen. Spätestens 1296 war die Siedlung allerdings bereits wüst und wurde in einer Urkunde von Burggraf Friedrich III. von Nürnberg und dem Abt von Theres „Smelvelth vulgariter dictis Wustunge“ (Smelvelth umgangssprachlich Wustunge genannt). Im Jahr 1313 tauchte die Bezeichnung „Smelvelt“ in den Quellen auf, 1336 wurde die Wüstung als „Smalvelt“ erwähnt.
Noch im Jahr 1337 hatte das Deutschordenshaus in Würzburg Ansprüche auf die Wiesen auf den Fluren der Wüstung. 1361 erwähnte der Ordensmeister Philipp von Bickenbach nochmals die Wiesen der ehemaligen Besitzungen. Außerdem profitierte 1366 das Kloster Theres von den Gülterträgen der Felder auf der Wüstung Schmalfeld. Noch 1371 tauchte die Fischgrube von Schmalfeld bei der Verpfändung der Güter von Karl IV. im Zürch-Burggut auf.
Die Fluren um Schmalfeld wechselten im Jahr 1426 den Besitzer und kamen an die Gebrüder von Thüngen. Zehn Jahre später, 1436, erhielt die expandierende Reichsstadt Schweinfurt die Felder zugesprochen. Die Bebauung des Gebietes erfolgte erst wieder im 20. Jahrhundert, wobei Teile der Wüstung noch heute unbebaut sind. Die Stelle der Wüstung wird vom Bayerischen Landesamt für Denkmalpflege als Bodendenkmal eingeordnet.